# The Flesh Eaters
The Flesh Eaters (en español - Los comedores de carne humana) son una banda estadounidense de punk rock y rockabilly formada en Los Ángeles, California, en 1977. La agrupación está liderada por el cantante Chris Desjardins, reconocido en la escena como Chris D. La agrupación obtuvo reconocimiento en la escena local en la década de 1980. Su música se diferenció del sonido de las bandas de punk de la época por incorporar líricas mórbidas y a menudo sofisticados arreglos, como se puede escuchar en el álbum de 1981 A Minute to Pray, a Second To Die.

## Discografía
- Flesh Eaters (1978)
- No Questions Asked (1980)
- A Minute to Pray, a Second to Die (1981)
- Forever Came Today (1982)
- A Hard Road to Follow (1983)
- Destroyed by the Fire – The Flesh Eaters’ Greatest Hits (1987)
- Flesh Eaters Live (1988)
- Prehistoric Fits – Flesh Eaters Greatest Vol. 2 (1990)
- Dragstrip Riot (1991)
- Sex Diary of Mr. Vampire (1992)
- Crucified Lovers in Woman Hell (1993)
- Ashes of Time (1999)
- Miss Muerte (2004)